# サタデー・ナイト/NYからライブ!
『サタデー・ナイト/NYからライブ!』（Saturday Night）は、ジェイソン・ライトマン監督による2024年のアメリカ合衆国の伝記コメディドラマ映画。NBCのサタデー・ナイト（のちにサタデー・ナイト・ライブとして知られる）の1975年の初回放送の夜を描いている。映画では、ガブリエル・ラベルが番組のクリエイター兼プロデューサーであるローン・マイケルズを演じ、サタデー・ナイトの様々なキャストとスタッフをアンサンブルキャストが演じている。
本作は2024年8月31日、第51回テルライド映画祭でワールドプレミア上映され、2024年9月27日に米国で限定公開された。その後、ソニー・ピクチャーズ・リリーシングにより、サタデー・ナイト・ライブ初放送49周年となる10月11日に一般公開された。批評家からは概ね好評を得た。特にガブリエル・ラベルの演技が称賛され、第82回ゴールデングローブ賞のミュージカル・コメディ部門主演男優賞にノミネートされた。本作は、興行収入が期待を下回り、製作費2,500万～3,000万ドルに対して興行収入は980万ドルにとどまった。

## キャスト
| 役名                   | 俳優                       | 日本語吹替 |
| ---------------------- | -------------------------- | ---------- |
| ローン・マイケルズ     | ガブリエル・ラベル         | 新祐樹     |
| ロージー・シュースター | レイチェル・セノット       | 葉山那奈   |
| チェビー・チェイス     | コーリー・マイケル・スミス |            |
| ギルダ・ラドナー       | エラ・ ハント              | 西園飛鳥   |
| ダン・エイクロイド     | ディラン・オブライエン     | 坂田明寛   |
| ギャレット・モリス     | ラモーン・モリス           | 唐戸俊太郎 |
| ジェーン・カーティン   | キム・マトゥーラ           |            |
| アンディ・カウフマン   | ニコラス・ブラウン         | 森下人     |
| ジム・ヘンソン         | ニコラス・ブラウン         | 森下人     |
| ジャクリーン・カーリン | カイア・ガーバー           | 司薫       |
| デイヴ・テベット       | ウィレム・デフォー         | 石田圭祐   |
| ミルトン・バール       | J・K・シモンズ             | 吉富英治   |
| ラレイン・ニューマン   | エミリー・フェアン         |            |
| ジョン・ベルーシ       | マット・ウッド             |            |
| デイブ・ウィルソン     | ロバート・ウール           |            |
| ビリー・プレストン     | ジョン・バティステ         |            |
| ジョージ・カーリン     | マシュー・リース           |            |

## 製作
2023年5月、ジェイソン・ライトマンがサタデー・ナイト・ライブの制作過程を描いたソニー・ピクチャーズ映画の監督、共同脚本、プロデュースを務めることが発表された。彼は『ゴーストバスターズ/アフターライフ』（2021年）や『ゴーストバスターズ/フローズン・サマー』（2024年）の共同制作者であるギル・ケナンとともに、脚本をより良くするためにプレミアシーズンの現存するキャストやスタッフにインタビューを行った。ライトマンによると、彼はこの映画のアイデアを何年も前に思いついたが、「反応はいつも同じだった。『それは素晴らしいアイデアだ。でも、一体どうやってキャストするんだ？』」と語った。
主要撮影は2024年3月にアトランタとジョージア州フェイエットビルで開始され、シリーズで初めて上演されたスケッチにちなんで「ウルヴァリンズ」という仮題が付けられた。撮影は5月までに終了した。

## 公開
第51回テルライド映画祭で初公開され、2024年のトロント国際映画祭での上映作品に選ばれた。
テルライド映画祭での初公開から間もなく、ソニー・ピクチャーズは映画の公開スケジュールにいくつか変更を加え、2024年9月27日にロサンゼルス、ニューヨーク、トロントで限定公開し、10月4日にさらに多くの都市に拡大し、10月11日に全国公開することを決定した。日本では、劇場公開されず、2025年3月5日にデジタル配信される。